# The Special Guests feat. Willie Ocean
The Special Guests feat. Willie Ocean war eine Ska-Band aus Berlin. 1994 gegründet, gehört die Kombo um Frontmann Willie Ocean zu den etabliertesten Bands des Genres in Deutschland. Stilistisch stehen die neun Musiker den traditionellen jamaikanischen Wurzeln der Ska-Musik sehr nah.

## Geschichte
The Special Guests gründeten sich im Herbst 1994 im Berliner Bezirk Prenzlauer Berg. Seit dem Erscheinen der ersten LP Specialized im Jahre 1998 liegen zwischen den einzelnen Plattenveröffentlichungen maximal zwei Jahre. Das jüngste Album der neun Berliner Beetroot erschien im Mai 2007. Am 20. März 2009 gab die Band ihr letztes Konzert im Kesselhaus in der Kulturbrauerei in Prenzlauer Berg.
Die Grundbesetzung von The Special Guests blieb über die Jahre relativ unverändert. Die größte musikalische Herausforderung bildete der Weggang von Frontmann Leon Ilsen im Jahre 2005.
The Special Guests tourten durch Spanien, Frankreich, Österreich, die Schweiz, Tschechien, Dänemark, Schweden, die Niederlande, Belgien, Polen und gaben bisher über 200 Konzerte in Deutschland. Sie standen u. a. gemeinsam mit The Skatalites, The Pioneers und Desmond Dekker auf der Bühne.
Der spezielle Mix der Band gefiel auch der Kreativ-Abteilung des deutsch-französischen Kultursenders Arte: Regisseur Paul Ouazan holte die Band 2006 für einen Videodreh nach Paris. In den ARTE-Studios entstanden mehrere Clips in der für den Avantgarde-Filmer typischen verfremdenden Videoästhetik.

## Einflüsse
Ende des 20. Jahrhunderts kamen viele ostdeutsche Berliner Jugendliche über Bands wie Yebo (Europas dienstälteste Ska-Band), Blechreiz (tourten als erste Ska-Band aus dem Westen durch die noch existierende DDR) oder Mother’s Pride mit traditioneller jamaikanischer Popmusik in Form von Ska, Reggae oder Rocksteady der frühen 60er Jahre in Berührung. Die Musik der so genannten Rude boys verlieh dem Drang der Jugendlichen nach Freiheit, Toleranz und politischem sowie gesellschaftlichem Gestaltungswillen Ausdruck. Zudem stellten entsprechende Tanzveranstaltungen teilweise die einzige Möglichkeit dar, dem grauen Alltag für einen Augenblick zu entfliehen. Die Musiker von The Special Guests rekrutierten sich aus diesem Milieu.
Insbesondere die Musik von The Skatalites, Desmond Dekker, Laurel Aitken, Bob Marley and The Wailers, The Gaylads, Ken Boothe sowie Songs von Ska-Bands, die in der Tradition der jamaikanischen Ska-Größen stand (The Slackers, New York Ska-Jazz Ensemble u. a.), bildeten die Grundlage für die stilistische Vielfalt von The Special Guests feat. Willie Ocean. Wie auch schon ihre jamaikanischen Vorbilder wurden sie ebenso von benachbarten Genres und ihren Stars wie Jive (Louis Jordan), Soul (Sam Cooke), Calypso (Harry Belafonte), Rhythm and Blues (Fats Domino) oder Jazz- und Mento-Musik beeinflusst. Ferner bediente man sich auch der modernen Popmusik wie beispielsweise elektronischer Rhythmus-Elemente von Dancehall-Kombos wie Seeed. Der Offbeat blieb jedoch stets das stilbildende Element.

## Diskografie
Eigene Veröffentlichungen
- 1997: Strength to Leave (7")
- 1998: Specialized (CD/doLP)
- 2000: Can’t Stand Sitting (CD/LP)
- 2001: If the Kids Are United (Maxi-CD/-LP)
- 2002: Toxic Sweet Love (CD/LP)
- 2003: Brothers In Style (EP)
- 2005: Suspicious Delicious (CD/LP)
- 2007: Talkin' bout a Revolution (Single)
- 2007: Beetroot (CD)

Samplerbeiträge:
- 1998: Ska-Attack
- 1998: BRD,PUNK,TERROR VOL: 3
- 1999: FORCE ATTACK
- 2001: Global Ska (spain)
- 2001: International Reggaemartxaska (france)
- 2001: Global Ska (spain)
- 2002: Skannibal Party Vol. 2
- 2002: Triebwerk (austria)
- 2002: Just! Strike Again (bulgaria)
- 2002: This is Ska!
- 2003: Riddim #07
- 2003: blue beat in my soul – the second step
- 2003: Clarino Vol. 2
- 2004: Reggae Master Blaster Vol. 1
- 2004: Hauptstadt-SKA Vol. 1
- 2007: Riddim #02/07
- 2007: Hauptstadt-SKA Vol. 2
- 2007: Skanking Night Vol. 1 (austria)
- 2007: Reggae Master Blaster Vol. 4